# Eric Umedalen
Eric Umedalen, ursprungligen Johanson, född 10 februari 1904, Stora Skedvi i Dalarna död 22 februari 1972, var en svensk slägg- och viktkastare.

## Biografi

### Bakgrund och framgångar
Eric Johansson, som han hette ända fram till 1947, började som sprinter där han tävlade för Säters IF. Som bäst gjorde han 100 m på 11,2 sekunder. Han övergick sedan till brottning och kast. Han blev sjukvårdare vid Umedalens sjukhus utanför Umeå där han slog sig på slägg- och viktkastning.
Vid SM 1942 gick han som 38-åring för första gången över 50 meter i slägga, och kom trea på 50,17 meter. 
1944 kan han betraktas ha nått den svenska eliten. Han blev tvåa i SM (52,29) och även tvåa i "presskampen" - landslaget mot Pressens lag - på 51,27. Dessutom slog han sent på hösten vid en improviserad tävling i Umedalen Bo Ericsons svenska rekord från 1941 (56,66) med ett kast på 56,97.
I SM 1945 blev han tvåa på 51,47 och i landskamperna mot Danmark samma år tvåa respektive trea med 50,66 och 48,38. Det var tydligt att han hade svårt att nå goda resultat på stortävlingar, men man antog att det berodde på nervositet.
År 1946, då han flyttat till Lund för att få längre sommarsäsong och tävlade för Malmö AI, så vann Umedalen SM på 55,92, blev i landskampen mot Finland tvåa på 50,86 och i EM-tvåa på 52,29. Han slog därpå svenska rekordet med 57,03 på Stockholms Stadion, ett rekord som inte godkändes då bly- i stället för mässingsslägga användes. Efter att ha tävlat vecka efter vecka förbättrade han slutligen i december 1946 i Lund rekordet till 58,16, men inte heller detta rekord godkändes då tävlingen ej var regelrätt arrangerad.

### Kontrovers och avslöjande
Umedalen, som 1946 och 1947 upprepade gånger slog Bo Ericson, ansågs trots sina goda resultat alltid "mystisk", och resultaten misstroddes. Sedan i Örebro och Trollhättan även andra kastare uppnått förbluffande längder med hans "specialslägga", sände Svenska Idrottsförbundet (dåtida namn för Svenska Friidrottsförbundet) en kontrollant till tävlingarna på Slottskogsvallen i Göteborg, där det uppdagades att han laborerat med två släggor: en som kontrollvägts och en, 450 g lättare, som han tävlat med. Han blev diskvalificerad för alltid, och hans svenska rekord på 56,97 ströks.
Eric Umedalen drog sig undan världen och bytte namn till Eric Myrskog. Han dog 22 januari 1972 och var då bosatt i byn Sem, i Krokoms kommun i Jämtland.

### Eftermäle
Direkt citat från Nordisk Familjeboks Sportlexikon:
| ”                                  | Umedalen gick lidelsefullt in för släggkastning, ville tillfredsställa publiken och nå toppresultat. Han tränade, experimenterade och spekulerade bittida och sent och tävlade så ofta som möjligt. Hans ambition, energi och ärelystnad – i förening med svagt omdöme – kom honom att bryta mot idrottens omutliga krav på ärlighet | „ |
| – Nordisk Familjeboks Sportlexikon | |   |

P.O. Enquists roman Sekonden från 1971 påstås vara baserad på Umedalens liv. Enqvist besökte honom ett par år innan han dog och berättar att det var svårt för Umedalen att minnas. "Han var precis den fine och försynte idrottskamrat jag hade anat, som barn, tjugofem år tidigare."